# Liste der Naturschutzgebiete im Landkreis Osnabrück
Im Landkreis Osnabrück gibt es 33 Naturschutzgebiete (Stand Mai 2021).
| Name des Gebietes                                | Bild           | Kennung | WDPA   | Landkreis / Stadt                                         | Beschreibung / Bemerkungen | Standort | Fläche in Hektar | Jahr der Verordnung |
| ------------------------------------------------ | -------------- | ------- | ------ | --------------------------------------------------------- | -------------------------- | -------- | ---------------- | ------------------- |
| Achmer Sand                                      |                | WE 322  |        | Landkreis Osnabrück                                       |                            | Position | 278              | 2021                |
| Anten                                            |                | WE 321  |        | Landkreis Osnabrück                                       |                            | Position | 239              | 2021                |
| Baakensmoor                                      |                | WE 149  | 162310 | Landkreis Osnabrück                                       |                            | Position | 23,10            | 1984                |
| Beutling                                         | weitere Bilder | WE 023  | 81392  | Landkreis Osnabrück                                       |                            | Position | 42,95            | 1937                |
| Darnsee                                          | weitere Bilder | WE 003  | 81505  | Landkreis Osnabrück                                       |                            | Position | 13,59            | 1937                |
| Daschfeld                                        |                | WE 217  | 162708 | Landkreis Osnabrück                                       |                            | Position | 132,63           | 1993                |
| Dievenmoor                                       | weitere Bilder | WE 218  | 162755 | Landkreis Osnabrück                                       |                            | Position | 221,65           | 1993                |
| Dümmer                                           | weitere Bilder | HA 024  | 81558  | Landkreis Diepholz, Landkreis Osnabrück, Landkreis Vechta |                            | Position | 621,32           | 1961                |
| Feldungelsee                                     | weitere Bilder | WE 004  | 81647  | Landkreis Osnabrück                                       |                            | Position | 5,10             | 1937                |
| Freeden                                          | weitere Bilder | WE 238  | 318413 | Landkreis Osnabrück                                       |                            | Position | 223,91           | 2002                |
| Grasmoor                                         |                | WE 019  | 81750  | Landkreis Osnabrück                                       |                            | Position | 33,52            | 2003                |
| Hahlener Moor                                    | weitere Bilder | WE 158  | 163477 | Landkreis Osnabrück                                       |                            | Position | 291,37           | 2011                |
| Hahnenmoor                                       | weitere Bilder | WE 054  | 81798  | Landkreis Emsland, Landkreis Osnabrück                    |                            | Position | 619,82           | 1984                |
| Harderburg                                       |                | WE 164  | 163530 | Landkreis Osnabrück                                       |                            | Position | 21,92            | 1985                |
| Herrenmoor                                       |                | WE 043  | 81871  | Landkreis Osnabrück                                       |                            | Position | 8,79             | 1958                |
| Hochwasserrückhaltebecken Alfhausen-Rieste       | weitere Bilder | WE 210  | 165143 | Landkreis Osnabrück                                       |                            | Position | 379              | 2015                |
| Im Fängen                                        |                | WE 037  | 81977  | Landkreis Osnabrück                                       |                            | Position | 6,68             | 1940                |
| Im Jiewitt                                       | weitere Bilder | WE 165  | 163872 | Landkreis Osnabrück                                       |                            | Position | 8,67             | 1985                |
| Im Teichbruch                                    | weitere Bilder | WE 056  | 81982  | Landkreis Osnabrück                                       |                            | Position | 6,31             | 1977                |
| Im Wischen                                       |                | WE 195  | 163894 | Landkreis Osnabrück                                       |                            | Position | 12,47            | 1989                |
| Maiburg                                          | weitere Bilder | WE 243  | 329514 | Landkreis Osnabrück                                       |                            | Position | 180,39           | 2004                |
| Mehne-, Bruch- und Pottwiese                     |                | WE 035  | 82155  | Landkreis Osnabrück                                       |                            | Position | 16,55            | 1939                |
| Neuenkirchener Moor                              | weitere Bilder | WE 057  | 82236  | Landkreis Osnabrück                                       |                            | Position | 6,60             | 1979                |
| Obere Hunte                                      | weitere Bilder | WE 251  | 378333 | Landkreis Osnabrück                                       |                            | Position | 106,61           | 2007                |
| Silberberg                                       | weitere Bilder | WE 026  | 82588  | Landkreis Osnabrück                                       |                            | Position | 39,73            | 2012                |
| Steinernes Meer                                  | weitere Bilder | WE 005  | 82631  | Landkreis Osnabrück                                       |                            | Position | 12,80            | 1937                |
| Streithorst                                      |                | WE 131  | 82655  | Landkreis Osnabrück                                       |                            | Position | 6,59             | 1982                |
| Suddenmoor                                       | weitere Bilder | WE 303  |        | Landkreis Osnabrück                                       |                            | Position | 311              | 2018                |
| Sudendorfer Vennepohl                            |                | WE 039  | 82664  | Landkreis Osnabrück                                       |                            | Position | 21,30            | 1951                |
| Swatte Poele                                     | weitere Bilder | WE 051  | 82680  | Landkreis Osnabrück                                       |                            | Position | 4,51             | 1976                |
| Vallenmoor                                       |                | WE 013  | 82773  | Landkreis Osnabrück                                       |                            | Position | 8,14             | 1937                |
| Venner Moor                                      | weitere Bilder | WE 140  | 82778  | Landkreis Osnabrück                                       |                            | Position | 229,23           | 1992                |
| Westliche Dümmerniederung im Landkreis Osnabrück |                | WE 326  |        | Landkreis Osnabrück                                       |                            | Position | 490              | 2023                |